# CorectBooks
CorectBooks este o librărie online de carte electronică din România, lansată la 1 octombrie 2010. Este operată de compania Virtual Big Bang și face parte din platforma integrată Corect.

## Activitate
În octombrie și noiembrie 2010, în premieră pentru România, au fost publicate în format electronic cărți ale unor autori independenṭi: „Când ne vom intoarce” de Radu Mareș, „Noptile Deltei” de Paul Sârbu, „Nebunul de la etaj” de Radu Cange.
La 7 noiembrie 2010 Nicolae Breban a ales CorectBooks pentru a-și lansa volumul „Aventurierii politicii românești”. Tot în premieră, conferința de presă cu scriitorul a avut loc pe Skype. 

## Autori publicați
Printre autorii ale căror lucrări au fost publicate de CorectBooks se numără Aura Christi, Nicolae Breban, Mircea Brenciu, Mircea Daneliuc, Radu Mareș, Ioan Es. Pop, Paul Sârbu, Eugen Simion, Eugen Uricaru.